# Атърауска област
Атърауска област (на казахски: Атырау облысы; на руски: Атырауская область) е една от 14-те области на Казахстан. Площ 118 631 km² (12-о място по големина в Казахстан, 4,4% от нейната площ). Население на 1 януари 2019 г. 633 791 души (13-о място по население в Казахстан, 3,44% от нейното население). Административен център град Атърау. Разстояние от Астана до Атърау 1560 km.

## Историческа справка
Град Атърау е основан като крепост под името Гурев около 1640 – 1645 г. До 1752 г. се е числил като градско селище, след което тозу му статут е отнет и е възстановен отново през 1865 г. Другият град в областта Кулсаръ е признат за такъв през 2001 г. Атърауска област е образувана на 15 януари 1938 г. под името Гуревска област. На 20 март 1973 г. от южните ѝ части е образувана Мангишлакска област, която през 1980 г. е закрита и територията ѝ отново е присъединена към тогавашната Гуревска област. На 4 ноември 1990 г. Мангишлакска област е отново възстановена, по късно преименувана на Мангистауска област. През февруари 1992 г. град Гурев е преименуван на Атърау, в т.ч. и областта на Атърауска.

## Географска характеристика
Атърауска област се намира в западната част на Казахстан. На запад граничи с Астраханска област на Русия, на север – със Западноказахстанска област, на изток – с Актобенска област, на югоизток – с Мангистауска област, а на юг се мие от водите на Каспийско море. В тези си граници заема площ от 118 631 km² (12-о място по големина в Казахстан, 4,4% от нейната площ). Дължина от запад на изток 750 km, ширина от север на юг 360 km.
Атърауска област е разположена в северната част на плоската Прикаспийска низина, на север от Каспийско море, между долното течение на река Волга на запад и крайните югозападни разклонения на Подуралското плато. по-голямата част от територията на областта е под морското равнище, като само в крайната ѝ югоизточна част се издигат ниски възвишения с максимална височина 220 m (46°30′00″ с. ш. 55°40′47″ и. д. / 46.5° с. ш. 55.679722° и. д.). Прикаспийската низина е заета от обширни участъци покрити с пясъчни дюни (пустините Рън, Тайсоган, Ментеке, Косдаулет, Батпайсагър и др. Каспийско море покрай бреговете на областта е плитко (под 50 m). Бреговата му линия е слабо разчленена, като се срещат малки пясъчни коси и крайбрежни острови. В резултат от понижването на нивото на морето се образуват големи заблатени участъци, т.нар. сори.
Климатът е рязко континентален, крайно засушлив, с горещо и сухо лято и студена зима, с неустойчива снежна покривка. През лятото често явление са суховеите и праховите бури, а през зимата – виелиците. Средна юлска температура от 24 °C на север до 26 °C на юг, средна януарска температура съответно -10,6 °C и -7,4 °C. Годишната сума на валежите е 180 – 200 mm. Продължителността на вегетационния период (минимална денонощна температура 5 °C) е около 200 денонощия.
Всичките немногочислени реки в областта принадлежат към водосборния басейн на Каспийско море, като главната от тя е Урал, пресичаща я от север на юг с най-долното си течение и разделяща я на две части – западна и източна. Реките Емба, Сагъз и Уил са крайно маловодни, презлятото се засоляват и се разпадат на отделни водни участъци, като на някои от тях са изградени малки язовири. По долините на реките и покрай бреговете на Каспийско море има множество малки езеро, предимно солени.
Почти цялата област е заета от тревисто-пелинови полупустини и пелиново-солянкови пустини развити върху кафяви почви. По крайбрежието на морето се простира заблатена тръстикова ивица, а по заливните тераси на реките Урал и Емба – малки дървесно-храстови горички. Горите и храстите заемат под 1% от територията на областта. Съхранили са се множество диви животни: хищници (вълк, лисица корсак и др.), гризачи (лалугер, пустинна мишка, зайци), копитни (глиган, сайга), птици (дропла, степен орел).

## Население
На 1 януари 2019 г. населението на Атърауска област е наброявало 633 791 души (3,44% от населението на Казахстан). Гъстота 5,27 души/km². Етнически състав: казахи 92,59%, руснаци 5,27% и др.

## Административно-териториално деление
В административно-териториално отношение Атърауска област се дели на 7 административни района, 2 града, в т.ч. 1 град с областно подчинение и 1 град с районно подчинение и 5 селища от градски тип.
| Административна единица    | Площ (km²) | Население (2019 г.) | Административен център | Население (2019 г.) | Разстояние до Атърау (в km) | Други градове и сгт с районно подчинение |
| -------------------------- | ---------- | ------------------- | ---------------------- | ------------------- | --------------------------- | ---------------------------------------- |
| Град с областно подчинение |            |                     |                        |                     |                             |                                          |
| 8. Атърау                  | 3500       | 338 139             | гр. Атърау             | 269 700             | -                           | Балъкши                                  |
| Административен район      |            |                     |                        |                     |                             |                                          |
| 1.Жълъойски район          | 29 400     | 82 962              | гр. Кулсаръ            | 60 472              | 230                         | Каратон                                  |
| 2.Индерски район           | 10 900     | 32 145              | сгт Индерборски        | 14 008              | 190                         |                                          |
| 3.Исатайски район          | 14 700     | 26 728              | с. Акъстау             | 7717                | 75                          |                                          |
| 4.Къзълкогински район      | 24 900     | 30 589              | с. Миялъ               | 6616                | 325                         |                                          |
| 5.Курмангазински район     | 20 800     | 57 340              | с. Курмангазъ          | 13 145              | 260                         |                                          |
| 6.Макатски район           | 4900       | 30 589              | сгт Макат              | 14 843              | 125                         | Досор                                    |
| 7.Махамбетски район        | 9600       | 34 811              | с. Махамбет            | 8796                | 75                          |                                          |

## Икономика
В областта се намират основните нефтени находища на страната, което предопределя и развитието на нефтодобива и нефтохимическата промишленост.